# Coframax, Lda
Coframax, Lda é uma empresa portuguesa de construção civil fundada em 2021 por Elvis Costa Marçal. A empresa está sediada em Almada, no distrito de Setúbal, e atua principalmente na área da cofragem e execução de estruturas em betão armado.

### História
A Coframax iniciou a sua atividade em 2021, num contexto de procura crescente por serviços de subempreitada no setor da construção civil em Portugal. A empresa foi criada com o objetivo de fornecer mão de obra especializada em carpintaria de cofragem e execução de estruturas de betão.
Desde a fundação, a Coframax tem desenvolvido trabalhos em diferentes tipologias de obra, incluindo projetos residenciais, comerciais e industriais. Embora com dimensão reduzida nos primeiros anos, a empresa registou crescimento gradual, destacando-se pela participação em projetos de pequena e média escala e pela colaboração com construtoras e empreiteiros em regime de subcontratação.

### Atividade
A atividade principal da Coframax centra-se na execução de estruturas de betão armado. Os serviços abrangem a montagem de cofragens, execução de pilares, muros e lajes, assim como a disponibilização de equipas para reforço de frentes de trabalho em estaleiros de terceiros.
A empresa trabalha sobretudo com técnicas de cofragem tradicional, mas também desenvolve soluções adaptadas às especificidades de cada projeto. A sua atuação tem-se concentrado em Portugal, embora existam referências a trabalhos pontuais no exterior.

### Estrutura e organização
A sede da Coframax localiza-se em Almada, no distrito de Setúbal. A empresa é constituída como sociedade por quotas e apresenta-se no setor como um subempreiteiro especializado. A sua estrutura operacional é composta por equipas de carpinteiros de cofragem e operários de apoio.

### Contexto
O setor da construção em Portugal tem registado, desde a década de 2010, uma recuperação gradual após a crise económica, com aumento da procura por habitação, obras públicas e reabilitação urbana. Empresas como a Coframax surgem no enquadramento de pequenas e médias sociedades que prestam serviços especializados a construtoras de maior dimensão.